# جيري إل. بونا
جيري إل. بونا (بالإنجليزية: Jerry L. Bona)‏ هو رياضياتي أمريكي، ولد في 5 فبراير 1945 في ليتل روك في الولايات المتحدة.